# Bystrzyca Kłodzka (przystanek kolejowy)
Bystrzyca Kłodzka – przystanek osobowy w Bystrzycy Kłodzkiej, w województwie dolnośląskim, w Polsce.

## Ruch pasażerski
| Rok  | Wymiana pasażerska na dobę |
| ---- | -------------------------- |
| 2017 | 500-699                    |
| 2022 | 300-499                    |